# 虎門地標

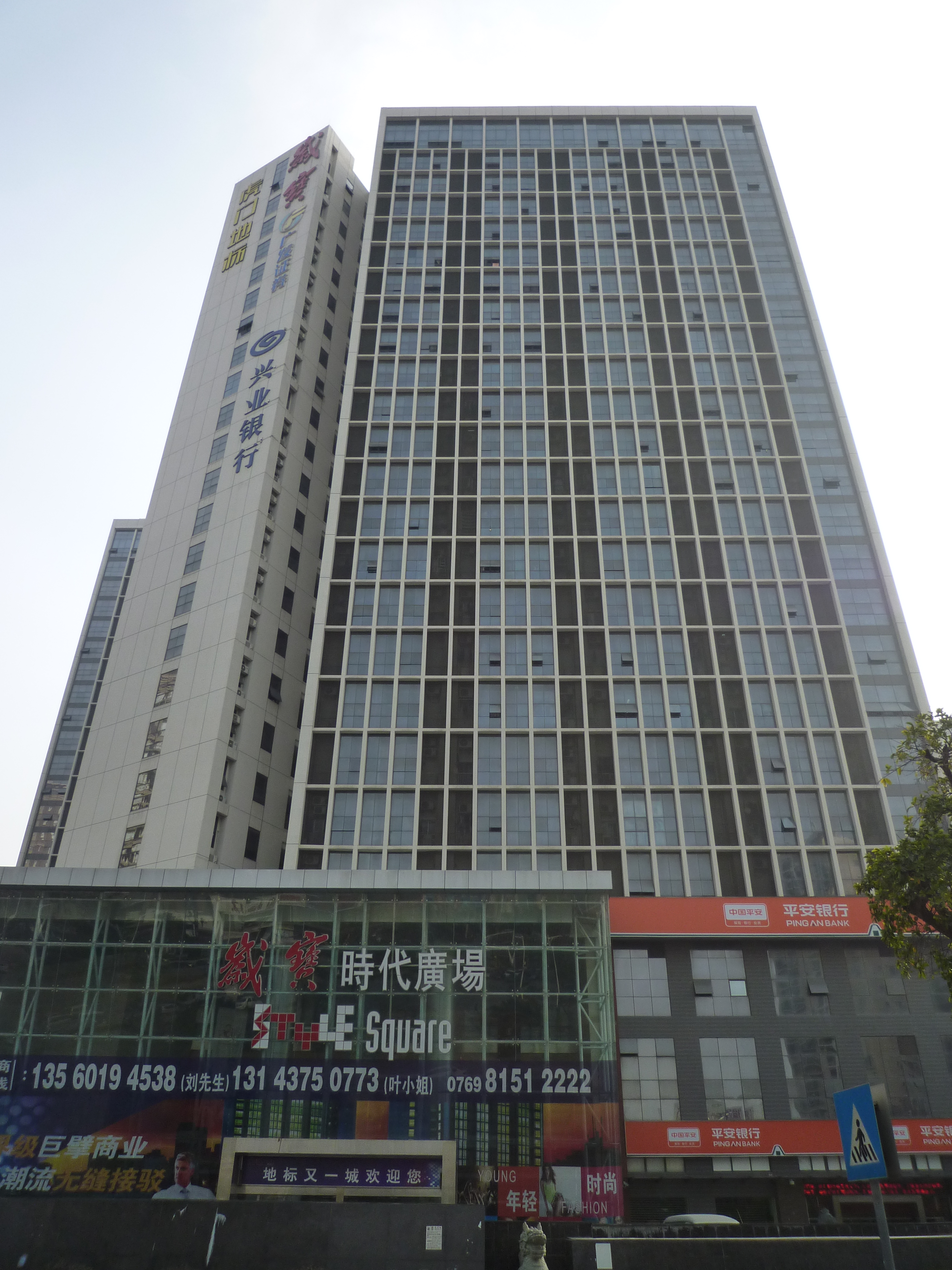
広東省東莞市虎門鎮連升中路にある複合施設

虎門地標（簡体字中国語: 虎门地标、拼音: Hu men di biao）は、広東省東莞市虎門鎮にある商業施設や住居などからなる複合施設である。
商業施設は「地標広場（簡体字中国語: 地标广场）」という名で、映画館や飲食店などの施設が入居している。